# 泽普县赛力乡派出所遇袭事件
泽普县赛力乡派出所遇袭事件1999年10月24日東突厥斯坦獨立運動支持者袭击新疆泽普县赛力乡派出所的暴力事件，中国官方将此事件定性为东突势力策划的恐怖袭击。

## 过程
当日凌晨，東突厥斯坦獨立運動支持者携枪支、大刀、爆炸燃烧装置，袭击泽普县赛力乡公安派出所。他们包围派出所后连续投掷燃烧瓶和爆炸装置并向派出所开枪。后闯入派出所枪杀１名联防队员和１名留置审查的犯罪嫌疑人，枪伤１名警察和１名联防队员。烧毁派出所１０间房屋、１辆吉普车和３辆摩托车。

## 文艺作品
以反恐题材真实事件创作的电视连续剧《愤怒的叶河》里的一个片段与该事件类似，是恐怖分子袭击亚瓦克乡派出所。